# 45e division d'infanterie (France)
Pour les articles homonymes, voir 45e division.
La 45e division d'infanterie est une division d'infanterie de l'armée de terre française qui a participé à la Première et à la Seconde Guerre mondiale.
En 1914, elle est constituée avec des effectifs venus de la [[]] et combat jusqu'en 1918. Elle est dissoute en 1919. Elle est recréée 

## Création et différentes dénominations
La 45e division est constituée le 19 août 1914 à partir d'effectifs provenant d'Algérie, du Maroc et de la 16e région militaire.

## Chefs de corps
- 26 août 1914 : général Drude (en)
- 3 décembre 1914 – 23 septembre 1916 : général Quiquandon
- 23 septembre 1916 – 10 juin 1918 : général Naulin
- 10 juin 1918:general Michaud.
- 1939 – 1940 : général Roux

## Première Guerre mondiale

### Composition

#### Septembre 1914
Le 5 septembre 1914,  la division comprend quatre régiments de marche : trois de zouaves et un de tirailleurs soit 12 bataillons (9 de zouaves et 3 de tirailleurs algériens).
- 89e brigade
  - Régiment de marche du 1er zouaves
  - Régiment de marche du 3e zouaves
- 90e brigade
  - Régiment de marche du 2e zouaves
  - Régiment de marche du 2e tirailleurs

- Éléments organiques divisionnaires
  - Cavalerie divisionnaire : Régiment de marche de chasseurs d'Afrique provenant des 1er et 2e RCA
  - Artillerie :
    - 5e groupe d'artillerie de campagne d'Afrique
    - Groupe du 52e régiment d'artillerie de campagne
    - Groupe du 58e régiment d'artillerie de campagne

  - Génie : une compagnie de sapeurs mineurs
  - un détachement de télégraphistes, une réserve sanitaire de matériel, formations sanitaires, groupe de brancardiers, 4 ambulances, 4 sections d'hospitalisation.
  - Convois : service de subsistance, parc de bétail, 1 convoi auxiliaire, section automobile de ravitaillement en viande fraiche, section sanitaire automobile.

Du 8 septembre au 5 octobre 1914, la brigade de chasseurs indigènes marocains aux ordres du général Ditte composé de deux régiments (un de 3 bataillons sous les ordres du colonel Touchard et un de 2 bataillons sous les ordres du commandant Poeymireau) est affectée en renfort de la 45e division et combat lors de la bataille de la Marne. 
Durant cette période, l'infanterie de la division, composée de 60 % de soldats européens et de 40 % de soldats maghrébins, comporte 17 bataillons (neuf de zouaves et huit de tirailleurs indigènes).

Autochromes de Jules Gervais-Courtellemont présentant les soldats de la division tels qu'ils étaient en 1914
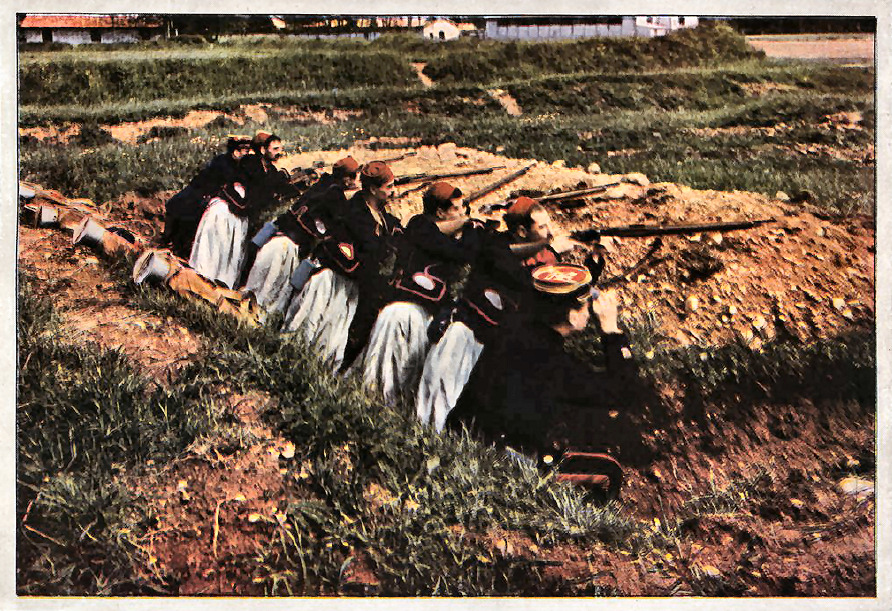
Zouaves
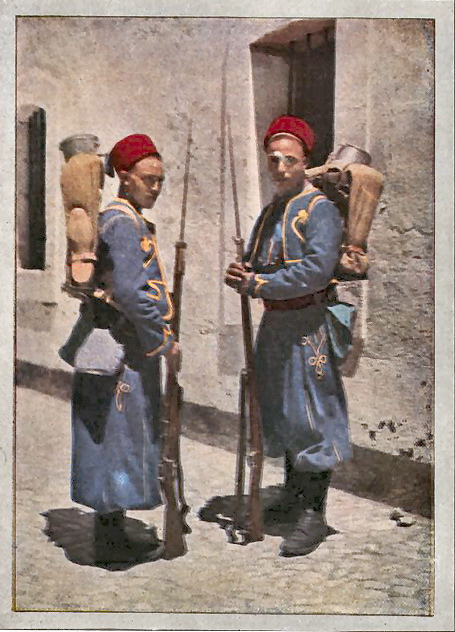
Tirailleurs algériens.
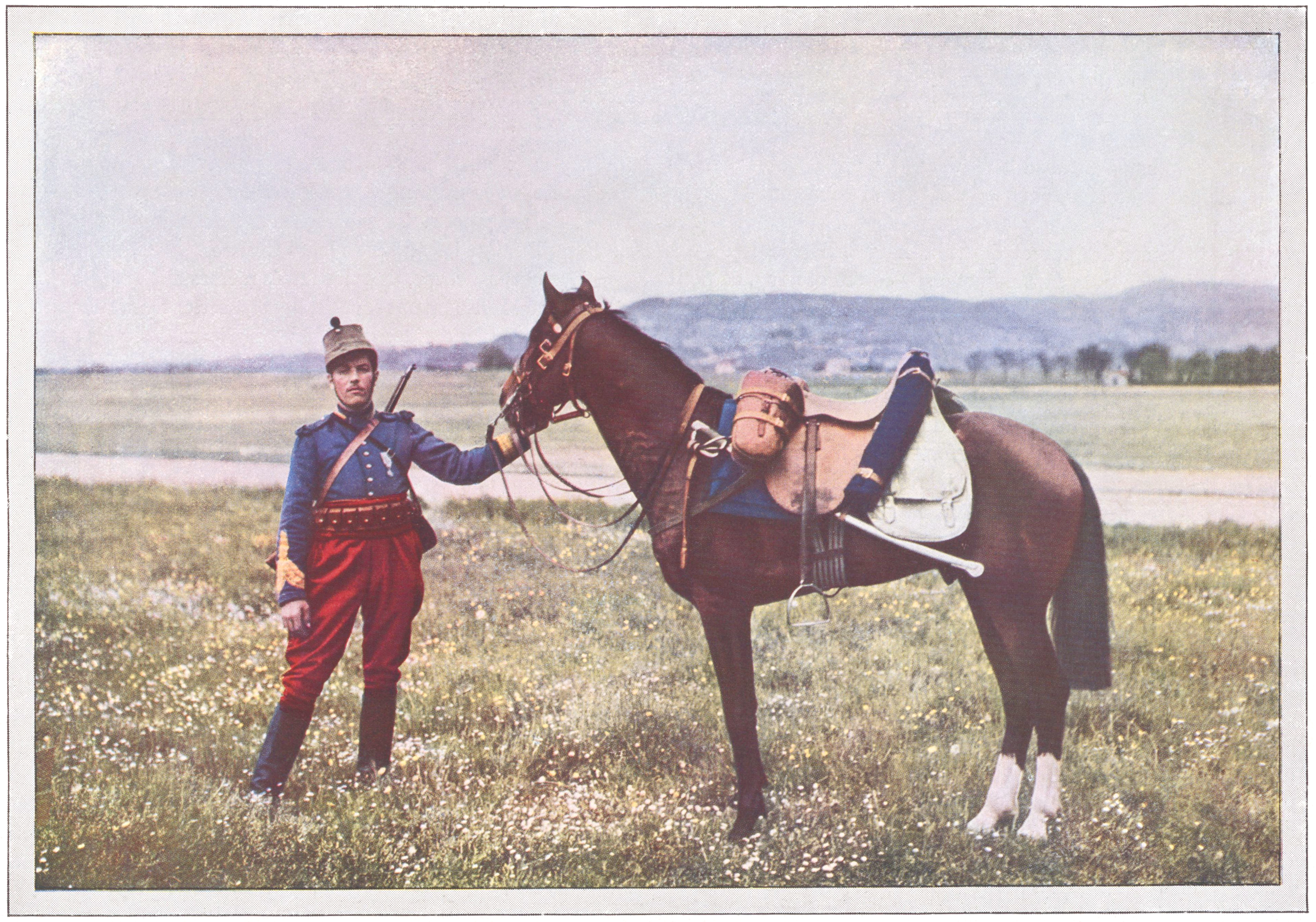
Chasseur d'Afrique.

#### 1erjanvier 1915
- 89e brigade
  - 5e régiment de marche de zouaves (changement de nom du Régiment de marche du 3e zouaves)
  - 7e régiment de marche de zouaves (changement de nom du Régiment de marche du 1er zouaves)
- 90e brigade
  - 3e régiment de marche zouaves (changement de nom du Régiment de marche du 2e zouaves)
  - 6e régiment de marche tirailleurs (changement de nom du Régiment de marche du 2e tirailleurs)

#### 1erjuillet 1915
- 89e brigade
  - 3e régiment mixte de zouaves et tirailleurs (changement de nom du 7e régiment de marche zouaves), formé de 2 bataillons de zouaves et d'un bataillons de tirailleurs tunisiens
  - 3e régiment bis de zouaves (changement de nom du 5e régiment de marche de zouaves)
- 90e brigade
  - 2e régiment bis de zouaves (changement de nom du 3e régiment de zouaves, part en Orient en novembre 1915)
  - 1er régiment de marche de tirailleurs (changement de nom du 6e régiment de tirailleurs)

#### 1916 à Verdun
- 89e brigade
  - 3e régiment mixte de zouaves et tirailleurs
  - 3e régiment bis de zouaves
- 90e brigade
  - 1er et 3e bataillons d’infanterie légère d’Afrique
  - 1er régiment de marche de tirailleurs

#### Avril à novembre 1918
- - 3e régiment bis de zouaves
  - 1er régiment de marche de tirailleurs
  - 1er, 2e et 3e bataillon d’infanterie Légère d’Afrique

Le 2e bataillon d’infanterie légère d’Afrique rejoint la 45e division durant l’été 1918 pour constituer un groupe de bataillons constitué avec le 1er, le 2e et le 3e.

### Historique

#### 1914
- mobilisée dans la 19e région, à partir du 19 août.
- 24 août - 6 septembre : transport par mer à Sète, puis au sud de Paris par V.F. ; stationnement. À partir du 3 septembre, mouvement vers la région de Mesnil-Amelot.

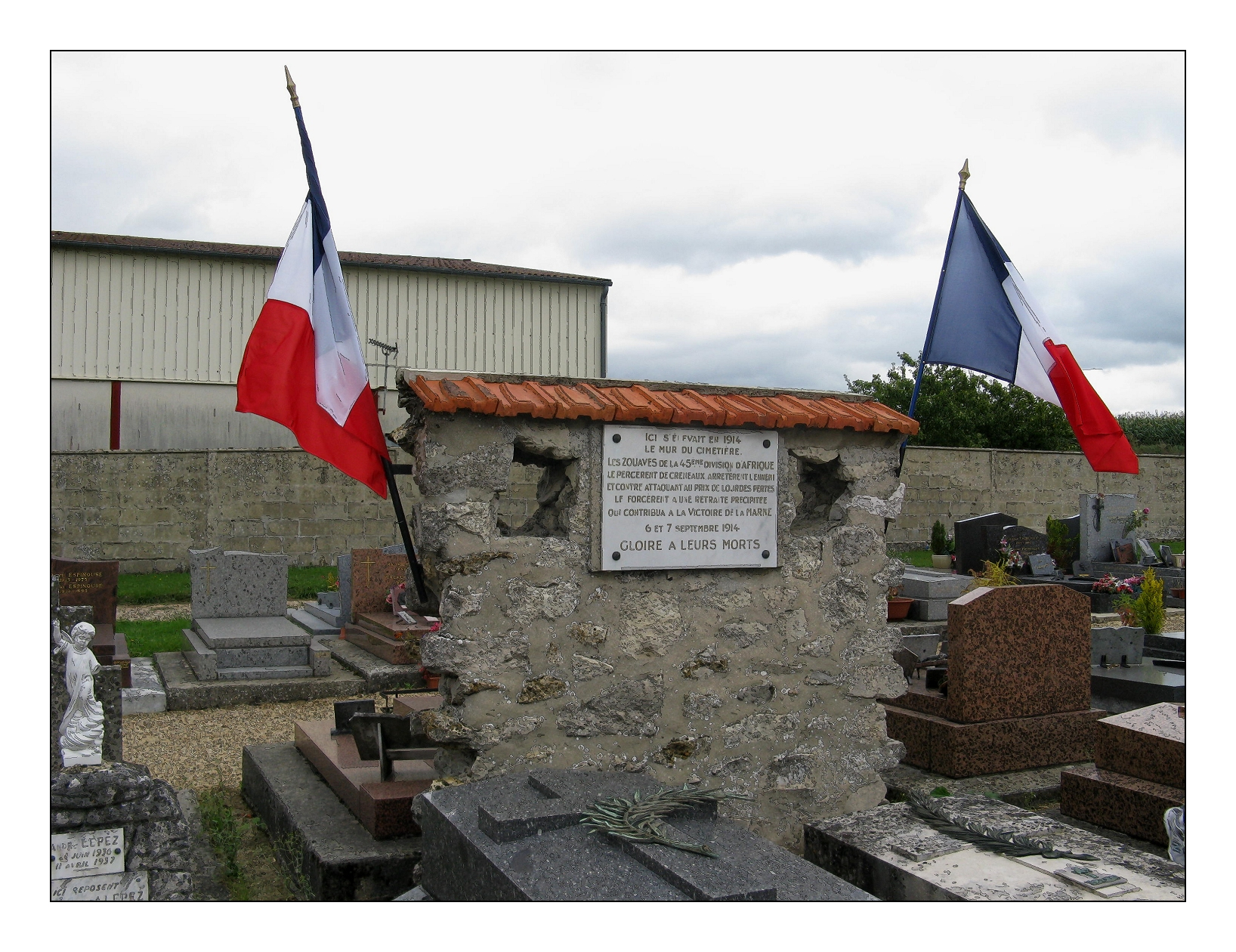
Monument en mémoire de la défense du cimetière de Chambry par les zouaves de la 45e DI les 6 et 7 septembre 1914.

- 6 - 13 septembre : engagée dans la première bataille de la Marne. Du 6 au 10 septembre, bataille de l'Ourcq. Combats vers Penchard, Chambry, Barcy et Étrépilly. À partir du 10 septembre, poursuite par Lizy-sur-Ourcq et Longpont (en liaison avec l'armée britannique), jusque vers Soissons.
- 13 septembre - 3 octobre : engagée dans la première bataille de l'Aisne. Franchissement de l'Aisne vers Soissons et combats répétés au nord de Crouy. Puis stabilisation du front et occupation d'un secteur dans cette région. Les 23 et 30 septembre, attaques françaises vers la ferme Perrière et au nord de la ferme de la Montagne Neuve.
- 3 octobre 1914 - 25 février 1915 : retrait du front et transport par V.F. dans la région d'Arras. Engagée, à partir du 5 octobre, dans la première bataille d'Artois. Combats dans la région de Bailleul-Sir-Berthoult, Roclincourt, Thélus et Écurie. Stabilisation et occupation d'un secteur vers Roclincourt et La Targette (guerre des mines).
  - 31 octobre : front étendu à droite jusque vers la Maison Blanche.
  - 5 novembre : combat vers Écurie et au nord.
  - 16 novembre : front réduit à gauche jusqu'au sud de La Targette.
  - 26 novembre : attaque allemande vers Écurie ; du 27 au 29 novembre contre-attaques françaises.
  - 7 - 8 décembre : nouvelles attaques allemandes et contre-attaques françaises.
  - 17 - 18 février 1915 : attaques françaises.

#### 1915
- 25 février - 13 avril : retrait du front ; repos vers Avesnes-le-Comte, puis à partir du 30 mars vers Doullens ; instruction. (Éléments en secteur avec le 10e corps d'armée, vers Arras jusqu'au 2 mars). À partir du 6 avril, transport par V.F. de la région de Doullens au sud de Bergues.
- 13 avril - 8 juin : mouvement vers le front et occupation d'un secteur vers Poelkapelle et Langemark (en liaison avec l'armée britannique).
  - 22 avril : attaque allemande par gaz ; violentes contre-attaques françaises. Puis occupation d'un nouveau secteur vers Boezinge et Het-Sas.
  - 16 - 17 mai : attaques françaises sur la cote 17 en direction de Pilkem.
  - 20 - 21 mai : contre-attaques allemandes.
  - 23 mai : secteur déplacé, à droite vers Wieltje et Boezinge.
  - 30 mai : nouvelles attaques françaises sur la cote 17.
- 8 juin - 30 septembre : relève par l'armée britannique ; mouvement de rocade vers le nord, puis occupation d'un nouveau secteur sur l'Yser, vers Boezinge et Steenstrate (en liaison avec les armées britanniques et belges).
- 30 septembre 1915 - 11 mars 1916 : retrait du front et repos au sud-est de Bergues ; instruction. À partir du 21 novembre, éléments en secteur Nieuport.

#### 1916
- 11 mars - 9 mai : transport par V.F. dans la région de Crépy-en-Valois ; repos. À partir du 18 mars, mouvement par étapes vers Jonchery-sur-Vesle ; repos et travaux. À partir du 20 avril, transport par V.F. dans la région de Sainte-Menehould et repos dans celle de Triaucourt.
- 9 - 23 mai : mouvement vers le front. Engagée dans la bataille de Verdun entre la Hayette et le bois d'Avocourt. Combats au bois Camard.
- 23 mai - 9 juin : retrait du front ; repos à l'ouest de Saint-Dizier. À partir du 30 mai, transport par V.F. dans la région de Châtel-sur-Moselle ; repos.
- 9 juin - 9 août : mouvement vers le front et occupation d'un secteur entre la Vezouze et la Chapelotte.
- 9 août - 1er septembre : retrait du front ; repos vers Rambervillers. À partir du 12 août, mouvement vers le camp de Saffais ; instruction. Le 25 août, transport par V.F. dans la région de Grandvilliers ; repos.
- 1er - 16 septembre : transport par camions vers Fouilloy. Engagée à partir du 4 septembre dans la bataille de la Somme, vers la ferme de l'Hôpital et le Forest. Les 13, 14 et 15 septembre attaques françaises.
- 16 septembre - 6 octobre : retrait du front ; repos vers Formerie. À partir du 29 septembre, transport par V.F. dans la région de Dunkerque ; repos.
- 6 octobre 1916 - 12 janvier 1917 : mouvement vers le front et occupation d'un secteur entre Nieuport et Saint-Georges.

#### 1917
- 12 janvier - 16 février : retrait du front, transport par V.F. de Dunkerque à Chantilly ; instruction au camp de Pontarmé et à partir du 7 février, repos à Neuilly-en-Thelle.
- 16 février - 4 mars : travaux à Fitz-James, pour le camp retranché de Paris.
- 4 - 15 mars : mouvement vers le front et occupation d'un secteur vers Beuvraignes et le bois des Loges (exclu).
- 15 mars - 2 avril : retrait du front, travaux vers Montdidier, puis à partir du 27 mars transport par V.F. à Mailly-le-Camp ; repos.
- 2 - 22 avril : mouvement vers le front, par Mourmelon-le-Petit, puis le 5 avril occupation d'un secteur au nord de Prosnes. Engagée du 17 au 20 avril dans la bataille des Monts (prise du mont Haut et du Casque).
- 22 avril - 19 mai : retrait du front, mouvement vers Mourmelon-le-Grand ; repos vers La Chaussée-sur-Marne.
- 19 mai - 18 août : transport par V.F. vers le front et à partir du 26 mai, occupation d'un secteur vers la Neuville et le nord de Loivre.
- 18 août - 14 septembre : retrait du front ; repos à Verneuil (la 90e brigade est laissée en secteur jusqu'au 22 août).
- 14 septembre - 6 octobre : occupation d'un secteur dans la région de Sapigneul, la Miette.
- 6 - 22 octobre : retrait du front, mouvement vers Chaumuzy, puis repos vers Saint-Martin-d'Ablois.
- 22 octobre - 11 décembre : mouvement vers le front et occupation d'un secteur vers Sapigneul et le sud du Godat. À partir du 16 novembre, mouvement de rocade et occupation d'un nouveau secteur entre Courcy et le sud du Godat.
- 11 décembre 1917 - 26 janvier 1918 : retrait du front ; repos et instruction vers Damery.

#### 1918
- 26 janvier - 29 mars : mouvement vers le front et occupation d'un secteur vers Courcy et Bétheny.
- 29 mars - 28 avril : retrait du front et transport par camions dans la région de Vendeuil. Engagée le 5 avril dans la bataille de l'Avre (seconde bataille de Picardie). Contribution à l'arrêt de l'offensive allemande au cours de violents combats entre Grivesnes et l'ouest de Montdidier.
- 28 avril - 20 mai : retrait du front et mouvement vers Nivillers ; à partir du 30 avril, transport par V.F. dans la région d'Épernay ; repos et instruction vers Tours-sur-Marne, puis à partir du 17 mai vers Ville-en-Tardenois.
- 20 mai - 2 juin : mouvement vers le massif de Saint-Thierry, puis le 21 mai occupation d'un secteur vers Courcy et Loivre. À partir du 27 mai, engagée dans la troisième bataille de l'Aisne (en liaison avec l'armée britannique). Résistance sur la Vesle, puis au sud-ouest de Reims, vers Rosnay et Ormes.
- 2 juin - 6 août : retrait du front et repos vers Mareuil-sur-Ay. Le 4 juillet, occupation d'un secteur entre Prunay et le fort de la Pompelle. Engagée le 15 juillet dans la quatrième bataille de Champagne. Résistance au choc allemand. Le 2 août, mouvement de rocade ; engagée vers Rosnay et Gueux dans la seconde bataille de la Marne.
- 6 août - 8 septembre : occupation d'un secteur sur la Vesle, vers Muizon et à l'est.
- 8 - 20 septembre : retrait du front et mouvement vers Arcis-le-Ponsart ; puis occupation d'un secteur entre l'ouest de Romain et le sud de Glennes. À partir du 16 septembre, engagée entre la Vesle et l'Aisne dans la poussée vers la position Hindenburg. Combats vers Glennes et le 14 septembre vers l'arbre de Romain.
- 20 septembre - 8 octobre : organisation des positions conquises au nord de la Vesle entre l'ouest de Romain et le sud de Glennes. Le 27 septembre, front étendu à gauche jusqu'au nord-est de Baslieux-lès-Fismes.
- 8 octobre - 5 novembre : retrait du front, mouvement vers Muizon. À partir du 10 octobre, occupation d'un secteur sur la Suippe, vers Bourgogne ; puis progression vers la région de Saint-Germainmont, Le Thour (bataille de la Serre). Organisation dans cette région d'un secteur réduit à gauche le 24 octobre jusqu'au nord de Saint-Germainmont.
- 5 - 11 novembre : retrait du front et repos vers Condé-en-Brie.

### Rattachement
- mobilisation : isolée.
- septembre 1914 : corps provisoire d'Urbal.
- octobre 1914 : 33e corps d'armée.
- février 1915 : isolée.

## L'entre deux guerres

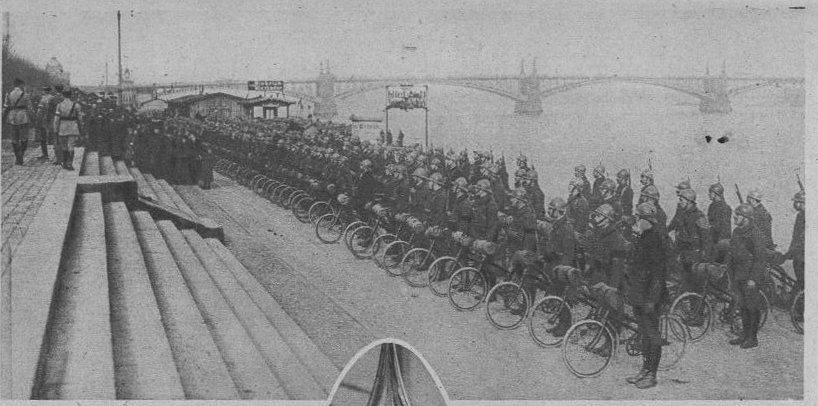
Cyclistes du régiment d'infanterie coloniale du Maroc à Mayence le 5/2/1919.

Début février 1919, la division entre en Allemagne et rejoint Mayence. Le 3e bis de zouaves et les bataillons d'Afrique regagnent l'Algérie, ils sont remplacés par le régiment d'infanterie coloniale du Maroc et le 5e régiment de tirailleurs.
La division est dissoute le 27 mars 1919 à Mayence.

## Seconde Guerre mondiale

### Composition
Le 10 mai 1940 la 45e DI, sous les ordres du général Roux, est intégrée à la 4e armée.
À cette date la 45e division d'infanterie se compose :
- du 31e régiment d'infanterie ;
- du 85e régiment d'infanterie ;
- du 113e régiment d'infanterie ;
- du 55e régiment d'artillerie divisionnaire ;
- du 255e régiment d'artillerie divisionnaire ;
- du 33e GRDI (groupe de reconnaissance de division d’infanterie) ;
- et de tous les services (sapeurs mineurs, télégraphique, compagnie auto de transport, groupe sanitaire divisionnaire, groupe d’exploitation, etc.).